# میکائیل استامبولتسیان
میکائیل گورگنی استامبولتسیان (ارمنی: Միքայել Գուրգենի Ստամբոլցյան؛ زادهٔ ۱۸ فوریهٔ ۱۹۳۸) فیلم‌نامه‌نویس اهل ارمنستان است.

## زندگی‌نامه
وی در ۱۸ فوریه ۱۹۳۸ در ایروان به دنیا آمد و از دانشگاه پلی‌تکنیک ارمنستان فارغ‌التحصیل گشت. وی برنده جوایزی همچون مدال موسس خورناتسی () و جایزه رئیس‌جمهور جمهوری ارمنستان (جایزه پوغوسیان) است.